# Bollmannia boqueronensis
Bollmannia boqueronensis is een straalvinnige vissensoort uit de familie van grondels (Gobiidae). De wetenschappelijke naam van de soort is voor het eerst geldig gepubliceerd in 1899 door Evermann & Marsh.